# Outsourced
Outsourced è una serie televisiva statunitense prodotta nel 2010, ispirata all'omonimo film diretto da John Jeffcoat. È stata trasmessa dalla NBC negli USA e dal canale televisivo a pagamento Joi in Italia.
Il 13 maggio 2011 la NBC ha annunciato la cancellazione della serie.

## Trama
La serie è ambientata nella città di Mumbai, dove la Mid America Novelties, un'azienda produttrice di gadget strampalati, ha recentemente trasferito la propria divisione vendite (il titolo della serie significa, appunto, "esternalizzato"). Un manager americano, Todd Dempsy, sarà quindi costretto ad andare a vivere in India, dove dovrà dirigere il call center dell'azienda, ai cui dipendenti, tutti indiani, dovrà insegnare alcuni aspetti della cultura americana affinché comprendano l'utilità dei gadget che vendono ai loro clienti statunitensi. Ovviamente non mancheranno gaffes e fraintendimenti che causeranno a Todd, non pochi, esilaranti, momenti di imbarazzo che gli consentiranno però di conoscere la cultura indiana e, in contrapposizione, di notare eccessi e contraddizioni della sua cultura natìa.

## Episodi
| Stagione       | Episodi | Prima TV USA | Prima TV Italia |
| -------------- | ------- | ------------ | --------------- |
| Prima stagione | 22      | 2010-2011    | 2011            |

## Personaggi e interpreti
- Todd Dempsy, interpretato da Ben Rappaport; è il giovane manager protagonista della vicenda che viene "esternalizzato" su territorio indiano dopo che il direttore aziendale lo ha messo al corrente sulla situazione dello spostamento della propria divisione. È un tipo gentile, disponibile e molto alla mano che stringe amicizia con Charlie (l'unico altro americano all'interno della stessa sede, responsabile del centro richiesta di un'altra società statunitense "esternalizzata") e rimane coinvolto al centro di un triangolo amoroso tra Asha, una sua dipendente indiana, e Tonya, una ragazza australiana che dirige un altro call center sempre nello stesso edificio dove Todd lavora.
- Rajiv Gidwani, interpretato da Rizwan Manji; è il malizioso assistente manager di Todd. Caparbio e machiavellico, non aspira altro che al posto da direttore occupato da Todd, sperando in una promozione anche a costo che quest'ultimo fallisca o rischi un rimpiazzo. Riesce ad ottenere l'ambito ruolo quando Todd viene promosso col titolo di Manager esecutivo.
- Manmeet, interpretato da Sacha Dhawan; è un dipendente del call center di Todd con il quale stringe subito amicizia. È un tipo estroverso che sogna l'America, nutrendo un particolare interesse per le donne occidentali e la libertà sessuale osteggiata dalla sua cultura.
- Madhuri, interpretata da Anisha Nagarajan; è una timida e pacata dipendente dell'ufficio impegnata a sostenere tutta la sua famiglia con il suo reddito. In un episodio si apprende che ha doti di preveggenza ereditati da una parente e in un altro episodio interpreta in maniera errata un film di orientamento e denuncia anonimamente il suo capo per molestie viste le divergenze tra culture.
- Charlie Davies, interpretato da Diedrich Bader; è il responsabile del centro richiesta di una società denominata "All-American Hunter" ed è il migliore amico di Todd in India. Insensibile e rozzo nell'approccio con le donne, con una smodata passione per la caccia, Charlie rimane spesso in giro con i membri dello staff di Todd, nonostante la mancanza di rapporto con i propri dipendenti.
- Gupta, interpretato da Parvesh Cheena; è un altro membro del call center di Todd. Invadente e irrefrenabilmente logorroico, cerca di sempre di restare al centro dell'attenzione dei colleghi. Mangia in continuazione (in un episodio mangia un completino intimo commestibile direttamente dal manichino di esposizione) e ha un cugino che vende pesce arrostito (in un episodio lo fa mettere fuori dal call center ma l'odore che emana il suo pesce manda tutti in crisi fino a quando Manmeet non trova una soluzione artistica rendendo molto appariscente la bancarella anche se ubitaca più lontano).
- Asha, interpretata da Rebecca Hazlewood; è una giovane e affascinante dipendente dello staff, che diventa spesso la voce della ragione in ufficio. È il principale interesse amoroso di Todd che subisce qualche complicazione quando si scopre che essa intende portare avanti un matrimonio combinato.
- Tonya, interpretata da Pippa Black; è la direttrice di un altro call center in India, la "Koala Airlines". Disinvolta e avventurosa, è la seconda attrazione amorosa di Todd. A metà stagione, lei e Todd sono coinvolti romanticamente. Tuttavia, lei rompe con quest'ultimo verso la fine della stagione, quando scopre che Todd è ancora interessato sentimentalmente ad Asha. In quell'occasione succede qualche cosa tra la madre di Tonya e Charlie.
- Jerry Stern, interpretato da Matt Walsh, è il direttore aziendale, caratteristica figura del cretino. Da quando è stato lasciato dalla moglie è diventato assiduo frequentatore di ogni genere di festa, prima di assurgere al ruolo che implicherà lo spostamento di Todd e di Rajiv.

## Curiosità
- Nonostante l'intera vicenda sia ambientata a Mumbai, in India, la sitcom è stata girata interamente in America, all'interno dei Radford Studios di Studio City, a Los Angeles, California.
- Nell'episodio 1x11 "È nata una stella" Madhuri (interpretata da Anisha Nagarajan) canta una versione del brano "Eternal Flame" del gruppo musicale femminile The Bangles.